# Spannungsloses Schalten
Als spannungslose Schalten (englisch Zero Voltage Switching, ZVS) bezeichnet man das Schalten von Schalttransistoren in elektronischen Schaltungen zu einem Zeitpunkt, an der die an ihnen anliegende Spannung Null ist. Zum Einsatz kommt das Verfahren vor allem in elektronischen Vorschaltgeräten (EVG) für Leuchtstofflampen. Dabei werden in der Regel mit antiparalleler Diode (Freilaufdiode) und Parallelkondensator beschaltete Transistoren verwendet. 